# Vierschanzentournee 1985/86
Die 34. Vierschanzentournee 1985/86 war Teil des Skisprung-Weltcups 1985/86.
Das Springen in Oberstdorf fand am 30. Dezember 1985 statt, am 1. Januar 1986 das Springen in Garmisch-Partenkirchen und am 4. Januar 1986 das Springen in Innsbruck. Die Abschlussveranstaltung in Bischofshofen wurde am 6. Januar 1986 durchgeführt.
Die Gesamtwertung gewann der Österreicher Ernst Vettori vor seinem Landsmann Franz Neuländtner.

## Nominierte Athleten
Nach der Weltmeisterschaftssaison 1984/85 wurde die Saison 1985/86 allgemein als Zwischensaison gesehen, da außer der Skiflug-Weltmeisterschaft kein Großsportereignis für die Skispringer anstand. So gab es für die Nationaltrainer die Möglichkeit, neue, junge Athleten an das Weltcupgeschehen heranzuführen und eventuell auch neue Dinge auszuprobieren. Vor der Tournee hatte sich zum einen der Jugoslawe Primož Ulaga ins Rampenlicht geschoben. Beim Weltcupstart hatte er die Wettbewerbe in Thunder Bay gewonnen und in Lake Placid noch einen zweiten Platz auf der Großschanze erreicht. Vor dem Tourneestart war der Slowene im Weltcup führend und damit durchaus ein Kandidat für den Gesamtsieg. Zum anderen hatten auch zwei Nachwuchsspringer auf sich aufmerksam gemacht, der Österreicher Franz Neuländtner siegte in Lake Placid von der Normalschanze, der Finne Pekka Suorsa gewann das Springen in Chamonix vor Jens Weißflog und dem Franzosen Frédéric Berger.
Zur Tournee meldeten schließlich Mannschaften aus 18 Nationen, darunter erstmals zwei Springer aus Rumänien. Während die Japaner und Schweden nach einjährigen Pause wieder dabei waren, fehlten diesmal Springer aus der Sowjetunion und Bulgarien. Der Favoritenkreis war annähernd der Gleiche wie in der Vorsaison. Da waren die Österreicher um Ernst Vettori und Andreas Felder, die nach einer eher enttäuschenden WM-Saison nun mal wieder einen Tourneesieg feiern wollten. Hinzu kamen die Norweger, bei denen mit Per Bergerud allerdings ein Routinier seine Karriere beendet hatte. Mit Stjernen, Berg, Opaas oder auch Fidjestøl waren aber genügend erfolgshungrige Athleten vorhanden. Die DDR-Vertretung trat wieder mit ihrem Zugpferd und Titelverteidiger Jens Weißflog an, dazu kam natürlich auch der Vorjahresdritte Klaus Ostwald, der allerdings noch im Herbst 1985 eine Verletzung auskuriert hatte. Nach diesen zwei Topleuten klaffte allerdings eine beträchtliche Lücke. Letztlich wurde der Oberwiesenthaler Ulf Findeisen und der erst 17-jährige Klingenthaler Remo Lederer noch mitnominiert. Nach einer dominanten DDR-Mannschaft mit mehreren Springern unter den besten Zehn sah dies nicht aus, so dass auch die DDR-Presse bereits im Vorfeld die Erwartungen bremste. Blieben noch die Finnen, die mit einem Paukenschlag zur Tour anreisten. Mitfavorit Matti Nykänen, kurz vorher zum finnischen Sportler des Jahres von den dortigen Sportjournalisten gewählt, wurde aus disziplinarischen Gründen zu Hause gelassen. Auswahltrainer Esa Klinga hatte den finnischen Ausnahmeathlet bereits vom Weltcup aus Übersee nach Hause geschickt, da Nykänen wegen seiner Alkoholeskapaden und mangelnder Trainingsbeteiligung das Mannschaftsgefüge erheblich gestört hatte. Dennoch hatten die Skandinavier mit Puikkonen und dem Youngster Suorsa mindestens zwei Springer im Team, denen einiges zuzutrauen war. Außenseiterchancen hatte das tschechoslowakische Team, wobei vor allem Ploc und Parma zumindest für einen Tagessieg gut waren.
| Nation             | Athleten |
| ------------------ | --- |
| BR Deutschland     | Thomas Klauser, Georg Waldvogel, Peter Rohwein, Andreas Bauer, Wolfgang Steiert, Lorenz Wegscheider, Uli Boll, Thomas Haßlberger, Thomas Dufter, Jürgen Winterhalder, Andreas Hiemer, Rolf Schilli, Eckhard Reichertz, Robert Leonhardt, Thomas Ihle, Dieter Thoma |
| DDR                | Klaus Ostwald, Jens Weißflog, Ulf Findeisen, Remo Lederer |
| Österreich         | Andreas Felder, Franz Neuländtner, Ernst Vettori, Günther Stranner, Paul Erat, Franz Wiegele, Raimund Resch, Adolf Hirner, Richard Schallert, Norbert Mörtl, Wolfgang Margreiter, Thomas Feuerstein, Harald Rodlauer, Christoph Beck, Hans-Peter Hilbel, Uwe Steinberger, Erich Kreuzer, Harald Haim, Werner Schuster, Oliver Strohmaier, Rudi Pürstl, Bernhard Zauner, Hannes Staudacher, Bernhard Winkler |
| Finnland           | Pentti Kokkonen, Jari Puikkonen, Jukka Kalso, Pekka Suorsa, Anssi Nieminen, Ari-Pekka Nikkola, Mika Kojonkoski |
| Frankreich         | Patric Dubiez, Frédéric Berger, Didier Mollard, Florian Trèves, Gérard Colin |
| Italien            | Massimo Rigoni, Antonio Lacedelli, Sandro Sambugaro, Carlo Pinzani, Paolo Rigoni, Virginio Lunardi |
| Japan              | Masahiro Akimoto, Shigeki Tomiya, Akira Satō, Yasuhide Miyazaki, Shin’ichi Tanaka |
| Jugoslawien        | Miran Tepeš, Tomaž Dolar, Matjaž Žagar, Rajko Lotrič, Matjaž Debelak, Primož Ulaga |
| Kanada             | Horst Bulau, Ron Richards, Todd Gillman, Steve Collins |
| Norwegen           | Olav Hansson, Hroar Stjernen, Halvor Persson, Ole Gunnar Fidjestøl, Vegard Opaas, Trond Jøran Pedersen, Halvor Persson, Jan Henrik Trøen, Rolf Åge Berg |
| Polen              | Piotr Fijas, Jan Kowal, Zbigniew Klimowski |
| Rumänien           | Arpad Mezei, Lorincz Balint |
| Schweden           | Per-Inge Tällberg, Anders Daun, Thomas Nordgren, Åke Norman |
| Schweiz            | Christian Hauswirth, Pascal Reymond, Gérard Balanche |
| Spanien            | Jose Rivera, Bernat Solà |
| Tschechoslowakei   | Bohumil Vacek, Jiří Parma, Pavel Ploc, Ladislav Dluhoš, Miroslav Polák, Martin Švagerko |
| Ungarn             | László Fischer, Gábor Gellér, Mihaly Szalai |
| Vereinigte Staaten | Mike Holland, Nils Stolzlechner, Rick Mewborn, Zane Palmer |

## Oberstdorf
Noch beim Training war die Skisprungwelt in Ordnung. Die favorisierten Weißflog und Vettori standen auf der mit viel Mühe präparierten und um 1,20 verkürzten Schanze mit je 113 m die weitesten Sprünge. Doch nach dem Fehlen von Nykänen kündigte sich ein weiterer Paukenschlag an. Der Weltcupführende Primož Ulaga nahm nicht am Training und auch nicht am Auftaktspringen teil. Teilweise wurde eine Grippe als Hinderungsgrund genannt, andere Stimmen schrieben vom schlechten Omen, welches Ulaga befürchtete, da der Slowene im Vorjahr nach einem Sturz Letzter geworden war und deswegen nicht antreten wollte. Beim Wettkampf vor ca. 15.000 Zuschauern setzte sich mit Ernst Vettori durch seinen Schanzenrekord von 116 m noch ein durchaus dort erwarteter Topspringer nach dem ersten Durchgang an die Spitze. Doch schon die weitere Reihenfolge verriet Überraschungen. Die weiteren Podestplätze belegten der Finne Pekka Suorsa mit 114 m und der Kanadier Bulau mit 112 m, während Mitfavorit Jens Weißflog hingegen nach 102 m nur auf Rang 28 lag. Und die Überraschungen setzten sich im zweiten Durchgang fort. Während sich Vettoris Landsmann Franz Neuländtner mit 113 m steigern konnte, rutschte der Führende Vettori mit schwachen 103,5 m noch vom Podest. Tagessieger wurde jedoch der Finne Suorsa, der als einziger Springer zwei annähernd gleich weite Sprunge setzen konnte. Hinter Neuländtner landete der Pole Fijas. Mit Rang 10 für den Schweden Tällberg und Rang 16 für den Franzosen Mollard fanden sich weitere Springer auf vorderen Plätzen ein, die man dort nicht vermutet hätte. Jens Weißflog konnte sich zwar auf 108 m steigern, belegte letztlich aber nur einen enttäuschenden 19. Platz. Damit war er jedoch noch der beste Springer aus der DDR. Im Nachgang musste die Tageswertung sogar noch berichtigt werden, da sich bei einer nachträglichen Überprüfung herausstellte, dass der Norweger Rolf Age Berg, der den 12. Platz belegt hatte, mit einem nicht regelkonformen Sprunganzug angetreten war. Daher wurde er nachträglich für das Oberstdorfer Springen disqualifiziert.
- Datum: 30. Dezember 1985[2]
- Land:  BR Deutschland
- Schanze: Schattenbergschanze

| Pos. | Springer          | Land             | Punkte |
| ---- | ----------------- | ---------------- | ------ |
| 1    | Pekka Suorsa      | Finnland         | 212,8  |
| 2    | Franz Neuländtner | Österreich       | 210,0  |
| 3    | Piotr Fijas       | Polen            | 208,1  |
| 4    | Ernst Vettori     | Österreich       | 204,8  |
| 5    | Horst Bulau       | Kanada           | 204,7  |
| 6    | Anssi Nieminen    | Finnland         | 203,7  |
| 7    | Pavel Ploc        | Tschechoslowakei | 202,9  |
| 8    | Vegard Opaas      | Norwegen         | 202,5  |
| 9    | Hroar Stjernen    | Norwegen         | 202,2  |
| 10   | Staffan Tällberg  | Schweden         | 201,9  |

## Garmisch-Partenkirchen
- Datum: 1. Januar 1986[3]
- Land:  BR Deutschland
- Schanze: Große Olympiaschanze

Nachdem bereits der Tourneeauftakt eher überraschend verlaufen war, nahm auch das Neujahrsspringen einen nicht unbedingt erwarteten Verlauf. Erneut lag Ernst Vettori mit 107 m nach dem ersten Durchgang in Führung. Doch diesmal zeigte sich vor allem die DDR-Mannschaft stark formverbessert. So sprang Ulf Findeisen vorne mit und auch Jens Weißflog lag mit 10 Punkten Rückstand zu Vettori auf Platz sechs. Mit Pavel Ploc und dem erstmals startenden Primoz Ulaga, der knapp hinter Vettori lag, bewarben sich weitere Springer um den Tagessieg. Und nach einer Anlaufverkürzung, reichte es für den Österreicher wie in Oberstdorf erneut nicht für Sieg. Als einzigem Springer gelang Pavel Ploc im zweiten Durchgang ein Sprung über 100 m, während sich Vettori mit 97 m zumindest den Silberrang sichern konnte. Dahinter kam Ulaga ein, der seine gute Form damit bestätigte. Jens Weißflog konnte sich noch auf den vierten Rang schieben und lag nach dem misslungenen Auftakt in der Gesamtwertung nun auf dem 6. Platz. Gesamtführender war nun Vettori knapp vor Ploc. Durch die zwei sehr unterschiedlich verlaufenden Konkurrenzen war auch nach der Halbzeit noch nicht wirklich ein Favorit auf den Gesamtsieg erkennbar. Als Randnotiz bliebe anzumerken, dass der erst 16-jährige Dieter Thoma mit Rang 11 seine ersten Weltcuppunkte holte.
| Zwischenstand nach 2 Springen | Zwischenstand nach 2 Springen | Zwischenstand nach 2 Springen |
| Pos.                          | Springer                      | Punkte                        |
| ----------------------------- | ----------------------------- | ----------------------------- |
| 01.                           | Vettori                       | 416,3                         |
| 02.                           | Ploc                          | 415,7                         |
| 03.                           | Suorsa                        | 410,5                         |
| 04.                           | Fijas                         | 404,6                         |
| 05.                           | Neuländtner                   | 402,1                         |
| 06.                           | Weißflog                      | 400,5                         |

| Pos. | Springer      | Land             | Punkte |
| ---- | ------------- | ---------------- | ------ |
| 1    | Pavel Ploc    | Tschechoslowakei | 212,8  |
| 2    | Ernst Vettori | Österreich       | 211,5  |
| 3    | Primož Ulaga  | Jugoslawien      | 208,9  |
| 4    | Jens Weißflog | DDR              | 208,0  |
| 5    | Jiří Parma    | Tschechoslowakei | 201,4  |
| 6    | Ulf Findeisen | DDR              | 200,9  |
| 7    | Pekka Suorsa  | Finnland         | 197,7  |
| 8    | Bohumil Vacek | Tschechoslowakei | 197,3  |
| 9    | Piotr Fijas   | Polen            | 196,5  |
| 10   | Horst Bulau   | Kanada           | 195,4  |

## Innsbruck
- Datum: 4. Januar 1986[5]
- Land:  Österreich
- Schanze: Bergiselschanze

Auf dem immer wieder als Schicksalsberg bezeichneten Bergisel ging die bis dahin an Überraschungen nicht eben arme Tournee in die nächste Runde. Und erneut war Ernst Vettori der Trainingsweltmeister und unterstrich mit 110,5 m im Probedurchgang wieder seine Ambitionen auf einen Tagessieg. Und die waren auch nach dem ersten Durchgang noch intakt, wenngleich er hinter dem Finnen Puikkonen und dem Norweger Stjernen auf dem dritten Platz einkam. Doch wie auch bei den beiden ersten Wettbewerben versagten dem Österreicher erneut die Nerven. Am Ende sprang mit 98 m nur ein neunter Platz heraus. Den Tagessieg holte sich nach einer Steigerung im zweiten Durchgang der Finne Jari Puikkonen vor dem Norweger Hroar Stjernen. Den dritten Platz belegte etwas unerwartet der Finne Anssi Nimienen, der im zweiten Durchgang mit der Wettbewerbshöchstweite von 110 m noch vom 24. Platz auf einen Podestplatz vorrückte. Die DDR-Mannschaft erwischte hingegen einen rabenschwarzen tag. Das Finale der besten 50 Springer erreichte nur Ulf Findeisen. Jens Weißflog konnte nach einem Sprung von 85 m, welche am Ende Rang 62 bedeuteten, bereits nach dem ersten Durchgang seine Skier einpacken. Entscheidend war dafür vor allem die sehr niedrige Anlaufgeschwindigkeit, die wohl auch Materialprobleme offenbarte. In der DDR-Presse fehlte es nach dem schlechtesten Abschneiden von DDR-Springern bei der Tournee überhaupt nicht an Kritik, jedoch nicht so sehr an den Athleten, dafür wurde eher die Trainer in die Pflicht genommen. Doch nicht nur Weißflog gehörte zu den Geschlagenen. Auch der Tourneezweite Pavel Ploc, mit weniger als 2 Punkten Rückstand auf Vettori mit hervorragenden Chancen auf den Gesamtsieg ausgestattet, scheiterte an der geringen Anlaufgeschwindigkeit und kam nur auf Platz 42 ein. Und auch der bis dahin Gesamtdritte Pekka Suorsa musste Federn lassen, wie Weißflog verpasste er den zweiten Durchgang. Dadurch wurde die Gesamtwertung gehörig durcheinandergewirbelt und zeigte nach dem bis dahin recht turbulenten Tourneeverlauf ein kurioses Bild. Trotz dreier verpasster Siege und nur einem Podestplatz stand auf Grund der höchst unterschiedlichen Sprungwettbewerbe weiterhin Ernst Vettori an der Spitze. Dahinter platzierten schon mit einigem Abstand Puikkonen und Stjernen. Durch beständige Sprünge rückte mit Wolfgang Steiert seit langer Zeit sogar ein bundesdeutscher Springer unter die ersten Sechs.
| Zwischenstand nach 3 Springen | Zwischenstand nach 3 Springen | Zwischenstand nach 3 Springen |
| Pos.                          | Springer                      | Punkte                        |
| ----------------------------- | ----------------------------- | ----------------------------- |
| 01.                           | Vettori                       | 614,1                         |
| 02.                           | Puikkonen                     | 605,4                         |
| 03.                           | Stjernen                      | 596,8                         |
| 04.                           | Neuländtner                   | 591,4                         |
| 05.                           | Fijas                         | 587,4                         |
| 06.                           | Steiert                       | 585,7                         |

| Pos. | Springer         | Land             | Punkte |
| ---- | ---------------- | ---------------- | ------ |
| 1    | Jari Puikkonen   | Finnland         | 212,3  |
| 2    | Hroar Stjernen   | Norwegen         | 207,2  |
| 3    | Anssi Nieminen   | Finnland         | 204,9  |
| 4    | Bohumil Vacek    | Tschechoslowakei | 202,9  |
| 5    | Jan Henrik Trøen | Norwegen         | 201,3  |
| 6    | Franz Wiegele    | Österreich       | 200,3  |
| 7    | Primož Ulaga     | Jugoslawien      | 199,1  |
| 8    | Wolfgang Steiert | BR Deutschland   | 199,0  |
| 9    | Ernst Vettori    | Österreich       | 197,8  |
| 10   | Andreas Felder   | Österreich       | 197,3  |

## Bischofshofen
Durch die Gesamtführung des Österreichers Vettori waren die Erwartungen des einheimischen Publikums vor dem Abschlussspringen erwartungsgemäß hoch. Und anders als bei den vorangegangenen Wettbewerben konnte Vettori diesmal die Erwartungen erfüllen. Mit zwei Sprüngen von je 111 m holte er sich letztlich souverän den Tagessieg. Dass daraus durch Franz Neuländtner ein Doppelsieg werden würde, deutete sich nach dessen Tageshöchstweite von 113,5 m nach dem ersten Durchgang bereits an. Allerdings machten es speziell die Norweger, die allein mit drei Springern in den Top Ten landeten, nochmals spannend, da Rolf Åge Berg mit einem 110 m -Satz gut vorgelegt hatte. Trotz ihrer jeweils letzten Startposition behielten die Österreicher aber die Nerven. Da dem bis dahin Gesamtzweiten Puikkonen in Bischofshofen etliche Meter je Sprung auf Vettori fehlten, ging auch von dem Finnen keine Gefahr mehr für die Gesamtwertung aus. Nach einem Skiwechsel von Kneissl auf Atomic lief es auch bei Jens Weißflog wieder besser. Mit Rang 6 zeigte der Sachse, dass er das Springen nach dem Debakel in Innsbruck nicht verlernt hatte. Mit Platz 4 zeigte der Slowene Ulaga, dass sein dritter Platz in Garmisch keine Eintagsfliege war.
- Datum: 6. Januar 1986[5]
- Land:  Österreich
- Schanze: Paul-Außerleitner-Schanze

| Pos. | Springer          | Land             | Punkte |
| ---- | ----------------- | ---------------- | ------ |
| 1    | Ernst Vettori     | Österreich       | 229,0  |
| 2    | Franz Neuländtner | Österreich       | 221,6  |
| 3    | Rolf Åge Berg     | Norwegen         | 216,6  |
| 4    | Primož Ulaga      | Jugoslawien      | 215,8  |
| 5    | Jiří Parma        | Tschechoslowakei | 215,3  |
| 6    | Jens Weißflog     | DDR              | 211,7  |
| 6    | Vegard Opaas      | Norwegen         | 211,7  |
| 8    | Pekka Suorsa      | Finnland         | 206,5  |
| 9    | Piotr Fijas       | Polen            | 204,6  |
| 10   | Hroar Stjernen    | Norwegen         | 204,3  |

## Endstand
Eine denkwürdige Tournee ging zu Ende. Während der eine Skisprungstar, Matti Nykänen, zu Hause bleiben musste, stürzte der andere, Jens Weißflog, förmlich ab und erreichte nur einen enttäuschenden Abschlussrang. Zudem verzichtete der Weltcupführende Ulaga auf das Auftaktspringen und hatte so von Anfang an keine Chancen auf den Gesamtsieg. So waren die Voraussetzungen für den nicht zwingend erwarteten österreichischen Doppelerfolg günstig. Und auch den machte das Nervenbündel Ernst Vettori erst in Bischofshofen fest, da er zuvor nie zwei gleichmäßige Sprünge abliefern konnte. Dennoch war er durch die Unbeständigkeit der Spitzenspringer ab Garmisch der Gesamtführende. Hinter ihm gab es ständige Positionswechsel. Zu den Tourneeüberraschungen zählten zweifelsohne der Gesamtzweite Franz Neuländtner und die finnische Mannschaft, die um den jungen Soursa und den erfahrenen Puikkonen bewies, dass es auch ohne Nykänen ging. Allerdings tat die Erziehungsmaßnahme dem Enfant terrible gut, nach der Tournee gewann er sieben Weltcupspringen und damit noch den Skisprungweltcup. Ein weiterer Ausdruck der Unbeständigkeit war der Fakt, dass mit Vettori nur ein Springer bei allen vier Wettbewerben Top-Ten-Platzierungen erreichte. Hansson, der überraschend weit vorn liegende Italiener Lacadelli und Tepes brachten sogar das Kunststück fertig, ohne eine Platzierung unter den besten Zehn in den Tageswertungen in der Gesamtwertung in den Top Ten zu landen. Licht und Schatten gab es letztlich beim blamablen Abschneiden der DDR-Springer. Im Vorjahr noch mit Weißflog als Tourneegesamtsieger und Ostwald als Gesamtdrittem vorn dabei, war nun der 24. Platz von Weißflog in der Gesamtwertung die beste Platzierung. Allerdings konnte der Oberwiesenthaler neben einem verpassten Finaleinzug auch zwei Platzierungen unter den besten Zehn verbuchen. Neben ihm erfüllte nur der Youngster Remo Lederer annähernd die in ihn gesetzten Erwartungen. Im Nachgang betrachtet deutete sich da schon der Niedergang des Skispringens in der DDR an, welches in den folgenden Jahren fast nur noch durch Jens Weißflog verkörpert wurde. Einen Silberstreif sah der DSV am Horizont. Mit Platz 12 für Steiert und 13 für Klauser sowie dem Talent Dieter Thoma waren die bundesdeutschen Adler zumindest wieder auf Tuchfühlung mit der Weltspitze. Was zu diesem Zeitpunkt noch keiner wusste, war das nachträgliche Herausrutschen des Norwegers Rolf Age Berg aus den Top Ten in der Gesamtwertung. Die nachträgliche Disqualifizierung des immerhin Gesamtfünften vom Wettbewerb in Oberstdorf wegen des nicht regelkonformen Sprunganzugs wurde erst nach der Tournee bekanntgegeben. 1 Berg wurde so nur 32. in der Gesamtwertung.
| Rang | Name              | Nation           | Gesamt- wertung | Oberst- dorf | Garmisch- Partenk. | Inns- bruck- | Bischofs- hofen |
| ---- | ----------------- | ---------------- | --------------- | ------------ | ------------------ | ------------ | --------------- |
| 01   | Ernst Vettori     | Österreich       | 843,1           | 204,8 / 04.  | 211,5 / 02.        | 197,8 / 09.  | 224,2 / 01.     |
| 02   | Franz Neuländtner | Österreich       | 813,0           | 210,0 / 02.  | 192,1 / 13.        | 189,3 / 17.  | 221,6 / 02.     |
| 03   | Jari Puikkonen    | Finnland         | 805,8           | 199,9 / 11.  | 193,2 / 12.        | 212,3 / 01.  | 200,4 / 13.     |
| 04   | Hroar Stjernen    | Norwegen         | 801,1           | 202,2 / 09.  | 187,4 / 21.        | 207,2 / 02.  | 204,3 / 10.     |
| 05   | Vegard Opaas      | Norwegen         | 795,1           | 202,5 / 08.  | 187,1 / 23.        | 193,8 / 13.  | 211,7 / 07.     |
| 06   | Piotr Fijas       | Polen            | 792,0           | 208,1 / 03.  | 196,5 / 09.        | 182,8 / 28.  | 204,6 / 09.     |
| 07   | Olav Hansson      | Norwegen         | 766,9           | 193,2 / 16.  | 189,1 / 16.        | 195,9 / 12.  | 188,7 / 17.     |
| 08   | Antonio Lacedelli | Italien          | 756,8           | 185,5 / 25.  | 185,1 / 26.        | 183,5 / 27.  | 202,6 / 11.     |
| 09   | Miran Tepes       | Jugoslawien      | 751,4           | 191,9 / 19.  | 166,4 / 49.        | 191,2 / 14.  | 201,9 / 12.     |
| 10   | Pavel Ploc        | Tschechoslowakei | 748,8           | 202,9 / 07.  | 212,8 / 01.        | 157,0 / 42.  | 176,1 / 27.     |